# PSI Yurdumspor Köln
 PSI Yurdumspor Köln war ein von türkischen Migranten gegründeter Fußballverein aus Köln.  Das PSI im Namen des Vereins steht für PartnerStadt Istanbul. Zu Beginn der Saison 2006/07 zog der Verein sämtliche Mannschaften vom Spielbetrieb zurück.

## Erste Mannschaft
Die erste Mannschaft wurde 2003 unter Trainer Nissim Beniesch Mittelrheinmeister und spielte 2003/04 und 2004/05 in der Oberliga Nordrhein. Bis zum Jahr 2003 machte der Verein eine bemerkenswerte Reihe an Aufstiegen in Folge (innerhalb von neun Jahren sechs Aufstiege; von der Kreisliga B bis hinauf in die Oberliga). Yurdumspor stellte jedoch am 1. Februar 2006 wegen fehlender Sponsoren den Spielbetrieb ein und stand deshalb als Absteiger fest. 
PSI Yurdumspor Köln ist mittlerweile insolvent.

## Jugend
Der PSI Yurdumspor war für seine Jugendarbeit bekannt. Er hatte durchgängige Jugendmannschaften in den Altersgruppen von A-Jugend bis D-Jugend und bot zusätzlich noch ein Torwart- und Konditionstraining an. Alle Mannschaften spielten in hohen Ligen (A-Jugend Verbandsliga, B-Jugend Regionalliga, C-Jugend Bezirksliga). Der Fußballprofi Jens Hegeler ist ehemaliger Jugendspieler des Vereins.

## Ehemalige Spieler
- Yohannes Bahcecioglu
- Mirko Casper
- Said Daftari
- Jens Hegeler
- Cédric Mimbala
- Aleksandar Sarić